# Nükhetsezâ Hanım
Hatice Nükhetsezâ Hanımefendi (en turco otomano: نکت سزا خانم‎ ; "rico perfume", 1830 - 15 de mayo de 1850), nacida como Hatice Baras, fue la decimonovena esposa del sultán Abdülmecit I del Imperio Otomano y madre de dos de sus hijos.

## Primeros Años
Nació el 2 de julio de 1827 en Abjasia, aunque otras fuentes difieren su fecha de nacimiento en 1830. Era hija del noble abjasio Baras Hatuğ Bey y Ferhunde Hanim, de Georgia. Su verdadero nombre era Hatice Baras. A la edad de ocho años, Hatice y su familia abandonaron el Cáucaso y se dirigieron a Constantinopla, donde la entregaron a la corte del sultán otomano. 

## Vida en el Harén
Según Achba, a la edad de ocho años, Hatice, fue presentada a Valide Bezmialem Sultan, quien la tomó bajo su cuidado. Fue rebautizado como "Nükhetsezâ" y pronto fue entrenada para que en el futuro se convirtiera en la esposa de su hijo. Entre otras cosas, Nükhetsezâ tomó clases particulares de piano, laúd y qanun. Tenía una voz hermosa, y a Bezmiâlem, le encantaba llevar a su pupila al jardín para que jugara y le cantara. Según los rumores, una vez Abdülmecit, escuchó una hermosa voz que venía del jardín y le preguntó a Sezbinur Hanim, quien acompañaba a su madre en el jardin, a quién pertenecía esta voz. Sezbinur respondió que la voz pertenecía a Nükhetsezâ, una doncella de su madre, el sultán deseaba ver a la niña. Abdulmejid quedó fascinado por su belleza y el 21 de octubre de 1841 convirtió a Nükhetsezâ en su esposa. Achba señala que, obviamente, este matrimonio fue arreglado por Bezmialem. Al mismo tiempo, Anthony Alderson en su obra “La estructura de la dinastía otomana” indica la fecha del matrimonio el 10 de junio de 1852, señalando que esta fecha se da según el “ Almanaque gótico ” y muy probablemente significa el fecha de recepción de cualquier título o cualquier evento, en particular, el nacimiento de un niño. Nükhetseza se casó con Abdülmecit y recibió el título de "Jefa Favorita"

## Descendencia
Şehzade Ahmed Efendi y Şehzade Mehmed Burhaneddin. Sin embargo, refiriéndose a Sureya, Anthony Alderson llama a la madre de Mehmed Burhaneddin Neveser Kadin, sin embargo, señala que el "Almanaque gótico" llama la madre Nükhetsezâ. Achba explica tal confusión sobre la madre de Burhaneddin por el hecho de que Neveser se dedicaba a criar al niño después de la muerte de su madre Nükhetsezâ; Sakaoglu también escribe sobre el hecho de que Neveser estuvo involucrada en la educación de Burhaneddin. Según Surey, Mehmed Burhaneddin murió el 3 de octubre de 1876 y, además de su hijo, también tuvo una hija.
Varios investigadores indican que Nükhetsezâ también tuvo una hija, pero los datos sobre su nombre y fechas de vida varían. Achba la llama Aliye Sultan e indica el año de su nacimiento en 1842, y también señala que murió en la infancia  ; Al mismo tiempo, Alderson llama a la madre Aliye Shevkefza Sultan, la madre del sultán Murad V. Uluchay llama a Fatma Sultan, nacida el 26 de noviembre de 1847, hija de Nükhetsezâ. Sakaoglu, refiriéndose a los archivos del palacio, llama a Nazime/Neyire-sultan, nacida en 1847, hija de Nükhetsezâ.

## Muerte
La tuberculosis tuvo muchas víctimas en palacio, siendo una de ellas Nükhetseza. Murió el 15 de mayo de 1850 en el Palacio de Besiktas, donde fue transportada poco antes de su muerte para aliviar su condición, pero Alderson indica que la fecha de la muerte es el 19 de diciembre de 1892. Su cuerpo fue enterrado en uno de los mausoleos de la Mezquita Nueva. Achba y Uluchay nombran la supuesta causa de la muerte de Nükhetsezacomo tuberculosis; Saqaoglu confirma esta versión, citando archivos: "dejó este mundo mortal el tercer día de Rajab en 1266 [15 de mayo de 1850] (a la edad de 23)" Está enterrada en la Mezquita Yeni de Estambul.